# Budyně nad Ohří
Budyně nad Ohří − miasto w Czechach, w kraju usteckim. Według danych z 31 grudnia 2003 powierzchnia miasta wynosiła 3358 ha, a liczba jego mieszkańców 1 964 osób.

## Demografia
| Rok             | 1970  | 1980  | 1991  | 2001  | 2003  |
| --------------- | ----- | ----- | ----- | ----- | ----- |
| Liczba ludności | 2 379 | 2 197 | 1 880 | 1 879 | 1 964 |

Źródło: Czeski Urząd Statystyczny